# 庫奧羅
庫奧羅（法語：Kouoro），是馬里的城鎮，位於該國南部，由錫卡索區的錫卡索省負責管轄，處於錫卡索以北75公里，面積472平方公里，海拔高度300米，2009年人口11,315，人口密度每平方公里24人。